# カーヴス・アヘッド
| 専門評論家によるレビュー | 専門評論家によるレビュー |
| レビュー・スコア         | レビュー・スコア         |
| 出典                     | 評価                     |
| ------------------------ | ------------------------ |
| Allmusic                 | link                     |

『カーヴス・アヘッド』（Curves Ahead）は、フュージョン・バンド、ザ・リッピントンズが1991年にGRPレコードよりリリースしたアルバム。
今までは夏の雰囲気が強い楽曲を演奏していた彼らだったが、このアルバム・ジャケットにはリッピントンズのマスコット・キャラクタであるジャズ・キャットがギターを抱えながらスノーボードをしている様子が描かれている。タイトル曲のビデオ・クリップではメンバーが演奏している様子と、ジャケット同様ジャズ・キャットが雪原でスノーボードをしている。この曲他、「Snowbound」という曲が収録されていたりと、冬を意識したつくりとなっている。
サウンド面ではホーン・セクションが導入され、メンバーにベーシストのキム・ストーンとマーク・ポートマンが加入。ドラマーのオマー・ハキムやGRPの創設者の一人であるピアニストのデイヴ・グルーシンが参加。

## トラック・リスト
| 全作曲: ラス・フリーマン。 |                                                            |       |                  |      |
| #                          | タイトル                                                   | 作詞  | 作曲・編曲       | 時間 |
| 1.                         | 「カーヴス・アヘッド - "Curves Ahead"」                    |       | ラス・フリーマン | 5:39 |
| 2.                         | 「アスペン - "Aspen"」                                     |       | ラス・フリーマン | 5:28 |
| 3.                         | 「サンタ・フェ・トレイル - "Santa Fe Trail"」              |       | ラス・フリーマン | 5:14 |
| 4.                         | 「テイク・ミー・ウィズ・ユー - "Take Me With You"」        |       | ラス・フリーマン | 5:34 |
| 5.                         | 「ノース・スター - "North Star"」                          |       | ラス・フリーマン | 5:24 |
| 6.                         | 「マイルス・アウェイ - "Miles Away"」                      |       | ラス・フリーマン | 5:17 |
| 7.                         | 「スノウバウンド - "Snowbound"」                           |       | ラス・フリーマン | 4:51 |
| 8.                         | 「ネイチャー・オブ・ザ・ビースト - "Nature of the Beast"」 |       | ラス・フリーマン | 6:21 |
| 9.                         | 「モーニング・ソング - "Morning Song"」                    |       | ラス・フリーマン | 4:09 |
| 合計時間:                  | 合計時間:                                                  | 47:57 |                  |      |

## パーソネル
- ラス・フリーマン - ギター、キーボード、ベース
- トニー・モレイアス - ドラムス
- キム・ストーン - ベース
- マーク・ポートマン - ピアノ
- ジェフ・カシワ - サックス
- スティーヴ・リード - パーカッション

- ネルソン・ランジェル - サックス、フルート、ピッコロ
- カーク・ウェイラム - サックス

- デイヴ・グルーシン - ピアノ
- オマー・ハキム - ドラムス